# 오오소
오오소(일본어: 汪応祖, 생년 미상 ~ 1413년)는 류큐(琉球) 산잔 시대 난잔왕국(南山王国)의 제3대 국왕(재위 기간: 1403년 ~ 1413년)이다. 그는 전대 국왕 오에이지의 차남이다.
| 전임자 오에이지 | 제3대 난잔 국왕 1403년 ~ 1413년 | 후임자 다루미이 |

| 전임자 오에이지 | 제3대 류큐왕국 난잔왕 1403년 ~ 1413년 | 후임자 다루미이 |